# Драфт ВНБА 2003 года
Драфт ВНБА 2003 года прошёл 24 апреля, в четверг, в студии развлечений НБА (англ. NBA Entertainment Studios) в городке Секокус, штат Нью-Джерси. К участию в драфте были допущены игроки после окончания колледжа и игроки-иностранцы. Первая в истории ВНБА лотерея драфта состоялась 4 декабря 2002 года, по результатам которой право выбора под первым номером получила команда «Кливленд Рокерс», который она использовала на 21-летнюю Латойю Томас, форварда из университета штата Миссисипи. С этого года немного изменилась процедура церемонии драфта, который теперь состоял из трёх раундов, а не из четырёх, как раньше.
В межсезонье произошло ещё несколько изменений. После окончания предыдущего сезона были ликвидированы два клуба, «Портленд Файр» и «Майами Сол». Кроме того ещё две команды сменили место дислокации, переехав в другие города. «Юта Старз» перебралась из Солт-Лейк-Сити (штат Юта) в Сан-Антонио (штат Техас), где стала называться «Сан-Антонио Силвер Старз», а «Орландо Миракл» — из Орландо (штат Флорида) в Анкасвилл (штат Коннектикут), сменив своё название на «Коннектикут Сан», став первым клубом женской НБА, который базируется в городе, который одновременно не является домом для одной из команд национальной баскетбольной ассоциации. Основной драфт предворял драфт распределения расформированных команд, который также прошёл 24 апреля.
Всего на этом драфте было выбрано 42 баскетболистки, из них 35 из США и по одной из Ливана (Шантель Андерсон), Южной Кореи (Чон Сон Мин), Венгрии (Петра Уйхейи), Канады (Джордан Адамс), Словакии (Зузана Зиркова), России (Оксана Рахматулина) и Австралии (Сьюзи Баткович). Центровая Петра Уйхейи родилась в городе Надькёрёш (медье Пешт), откуда в детстве вместе с родителями иммигрировала в США, где она приняла двойное гражданство и окончила Университет Южной Каролины.

## Легенда к драфту
|  | Выделены игроки, выбранные в Баскетбольный зал славы                      |
|  | Выделены участники Матча всех звёзд ВНБА и игроки сборной всех звёзд ВНБА |
|  | Выделены участники Матча всех звёзд ВНБА                                  |
|  | Выделены игроки сборной всех звёзд ВНБА                                   |
|  | Выделены игроки, не игравшие в ВНБА                                       |

## Драфт распределения

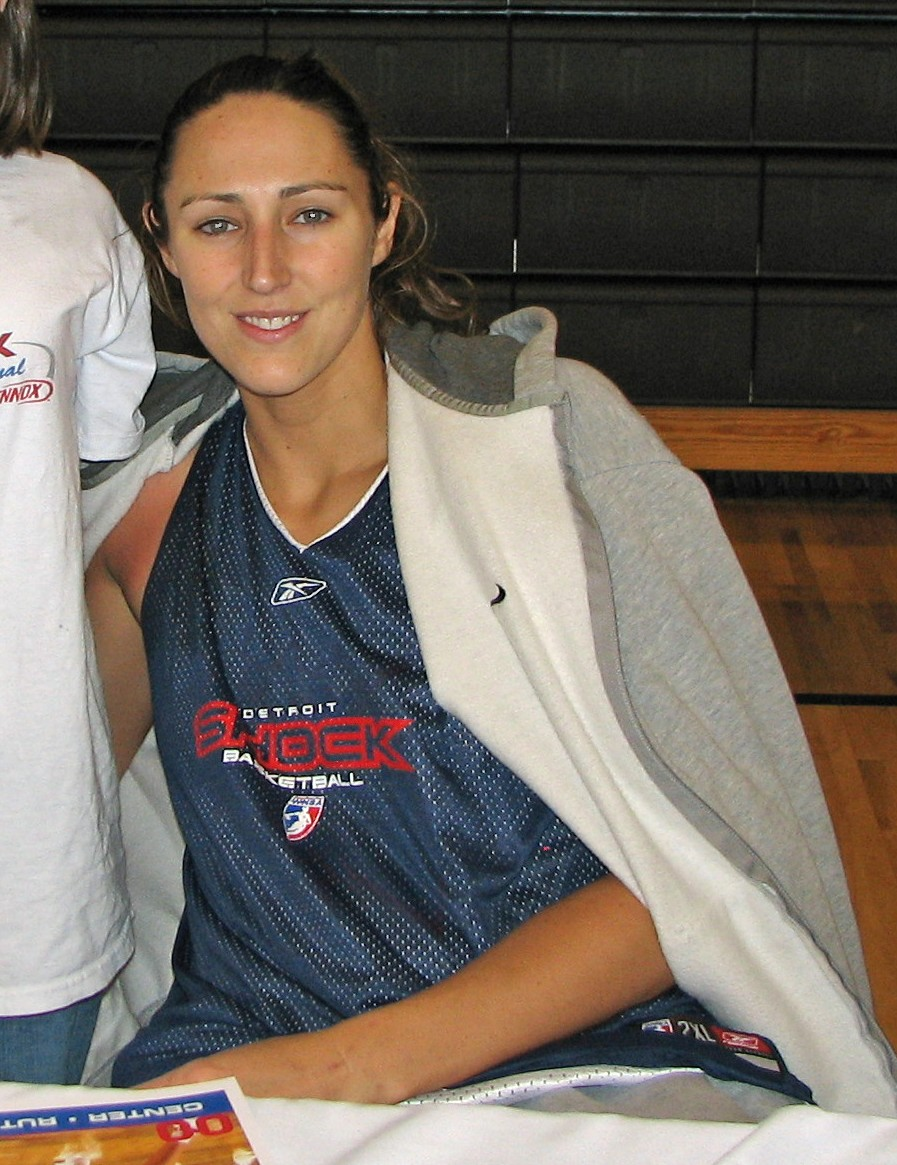
Рут Райли, 1-й номер драфта распределения

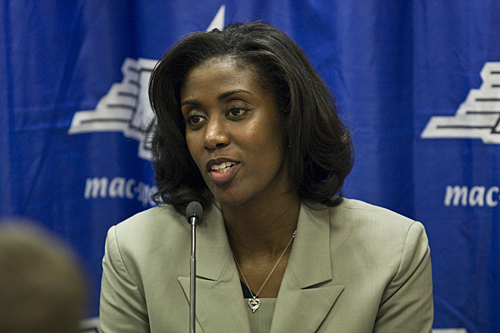
Сильвия Кроли, 7-й номер драфта распределения

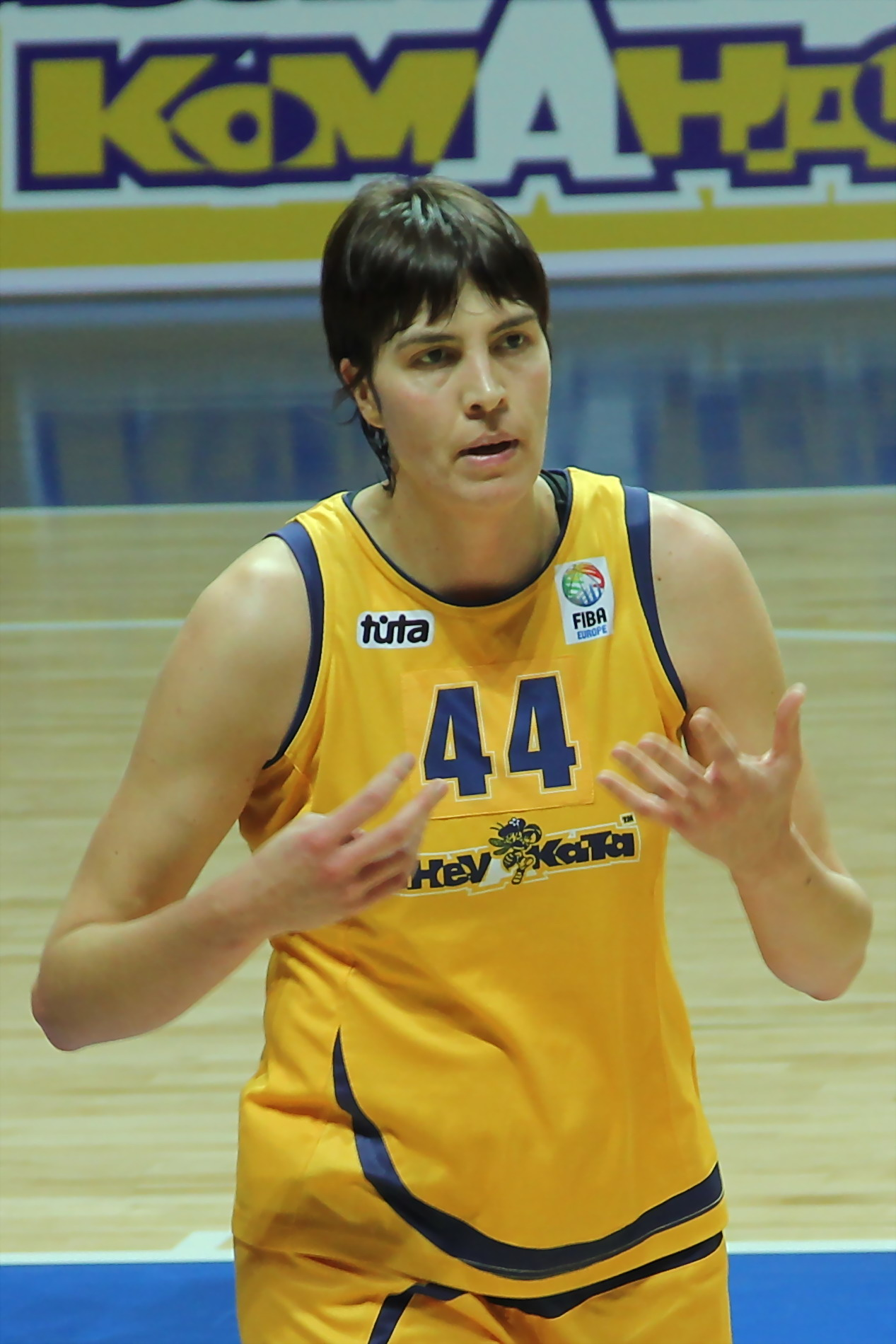
Елена Баранова, 11-й номер драфта распределения

| Выбор | Игрок              | Позиция            | Гражданство | Новая команда            | Бывшая команда | Университет                                       |
| ----- | ------------------ | ------------------ | ----------- | ------------------------ | -------------- | ------------------------------------------------- |
| 1     | Рут Райли          | Центровая          | США         | Детройт Шок              | Майами Сол     | Университет Нотр-Дам                              |
| 2     | Шери Сэм           | Форвард / Защитник | США         | Миннесота Линкс          | Майами Сол     | Университет Вандербильта                          |
| 3     | Бетти Леннокс      | Защитник           | США         | Кливленд Рокерс          | Майами Сол     | Технологический университет Луизианы              |
| 4     | Тамика Джексон     | Защитник           | США         | Финикс Меркури           | Портленд Файр  | Технологический университет Луизианы              |
| 5     | Демайя Уокер       | Форвард            | США         | Сакраменто Монархс       | Портленд Файр  | Университет Виргинии                              |
| 6     | Дебби Блэк         | Защитник           | США         | Коннектикут Сан          | Майами Сол     | Университет Сент-Джозефс                          |
| 7     | Сильвия Кроли      | Центровая          | США         | Индиана Фивер            | Портленд Файр  | Университет Северной Каролины в Чапел-Хилл        |
| 8     | Дженни Моу         | Центровая          | США         | Вашингтон Мистикс        | Портленд Файр  | Орегонский университет                            |
| 9     | Алиса Беррас       | Форвард            | США         | Сиэтл Шторм              | Портленд Файр  | Технологический университет Луизианы              |
| 10    | Поллианна Джонс    | Центровая          | США         | Шарлотт Стинг            | Майами Сол     | Мичиганский университет                           |
| 11    | Елена Баранова     | Форвард            | Россия      | Нью-Йорк Либерти         | Майами Сол     | —                                                 |
| 12    | Лакванда Барксдейл | Защитник / Форвард | США         | Сан-Антонио Силвер Старз | Портленд Файр  | Университет Северной Каролины в Чапел-Хилл        |
| 13    | Юкари Фиггз        | Защитник           | США         | Хьюстон Кометс           | Портленд Файр  | Университет Пердью                                |
| 14    | Джеки Стайлз       | Защитник           | США         | Лос-Анджелес Спаркс      | Портленд Файр  | Государственный университет Юго-Западного Миссури |

## Основной драфт

### Первый раунд

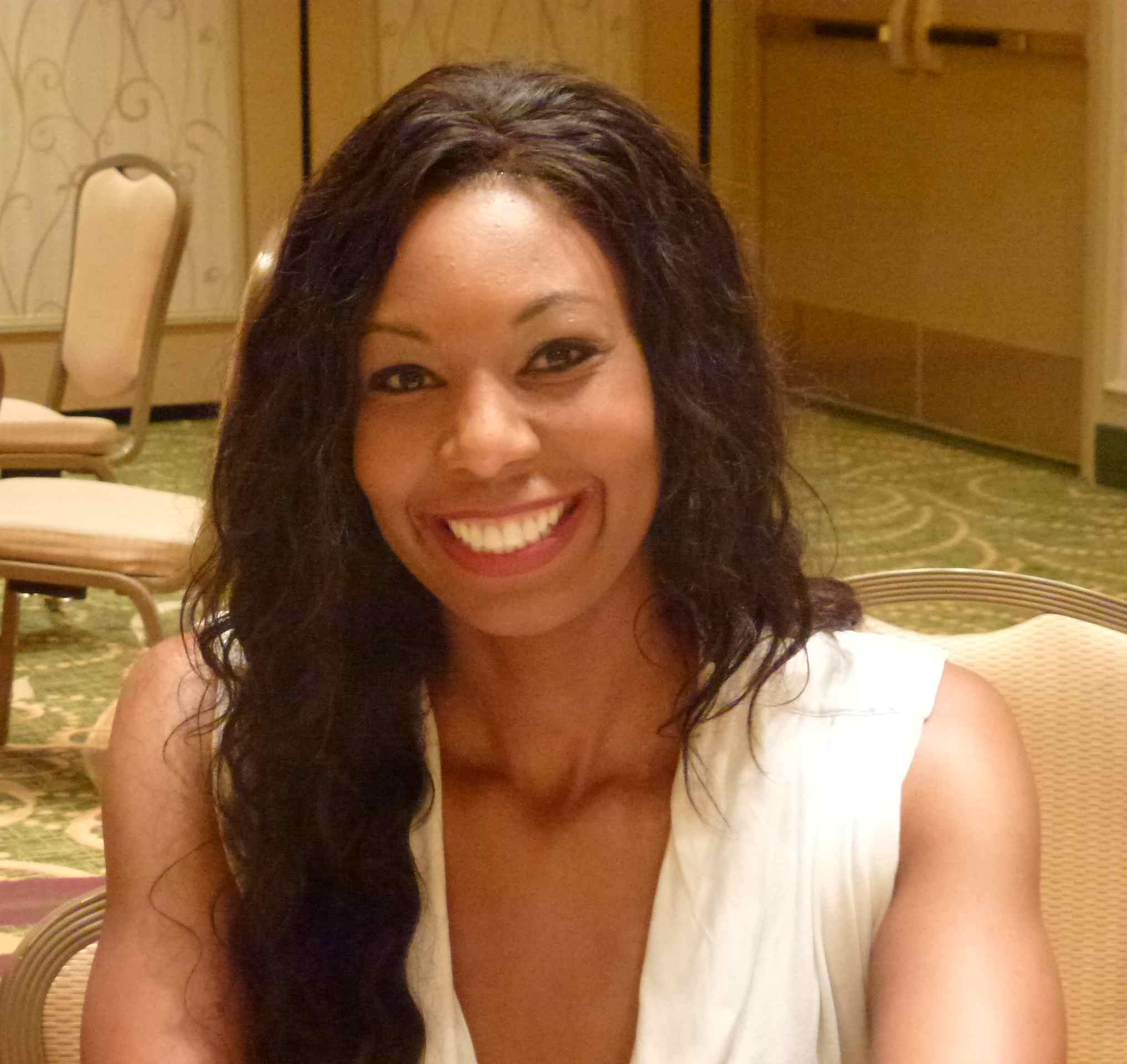
Шантель Андерсон, 2-й номер драфта

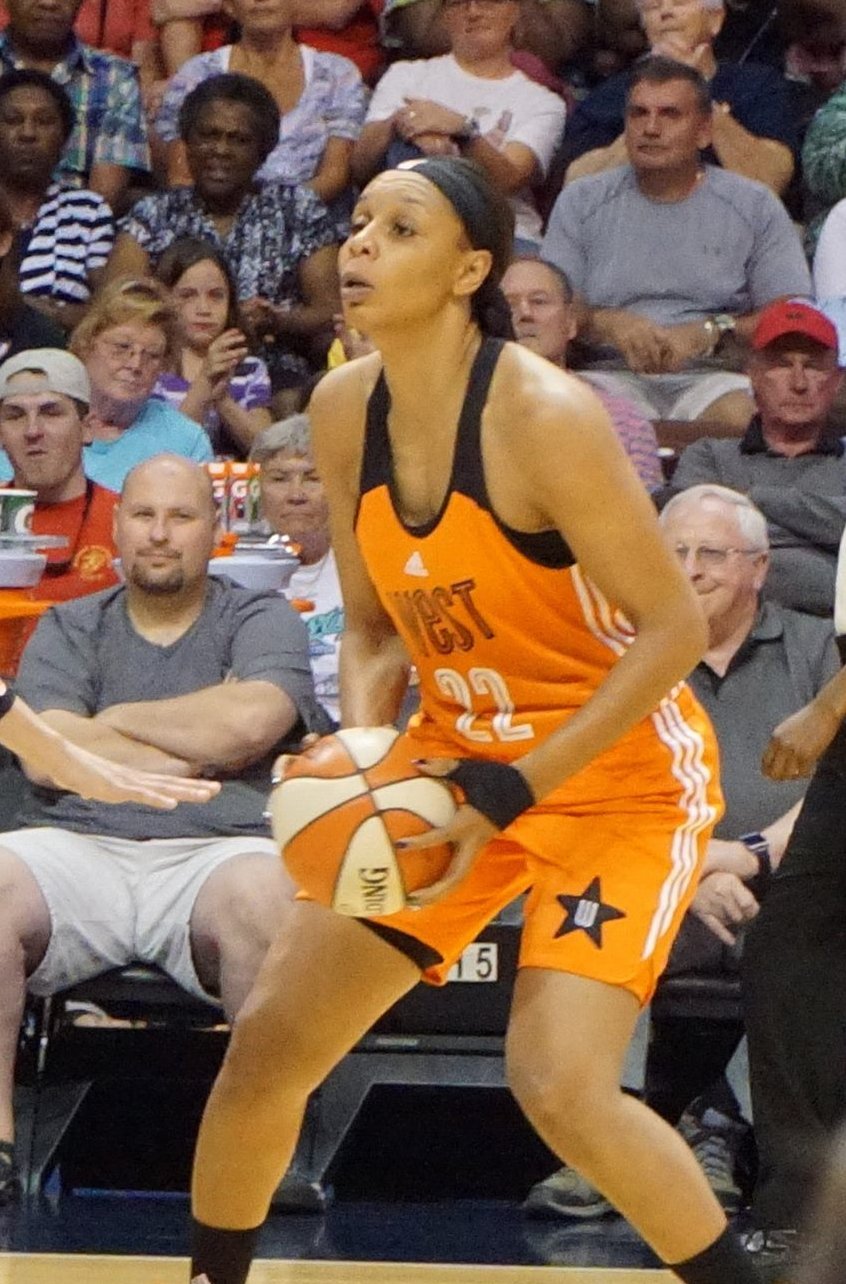
Пленетт Пирсон, 4-й номер драфта

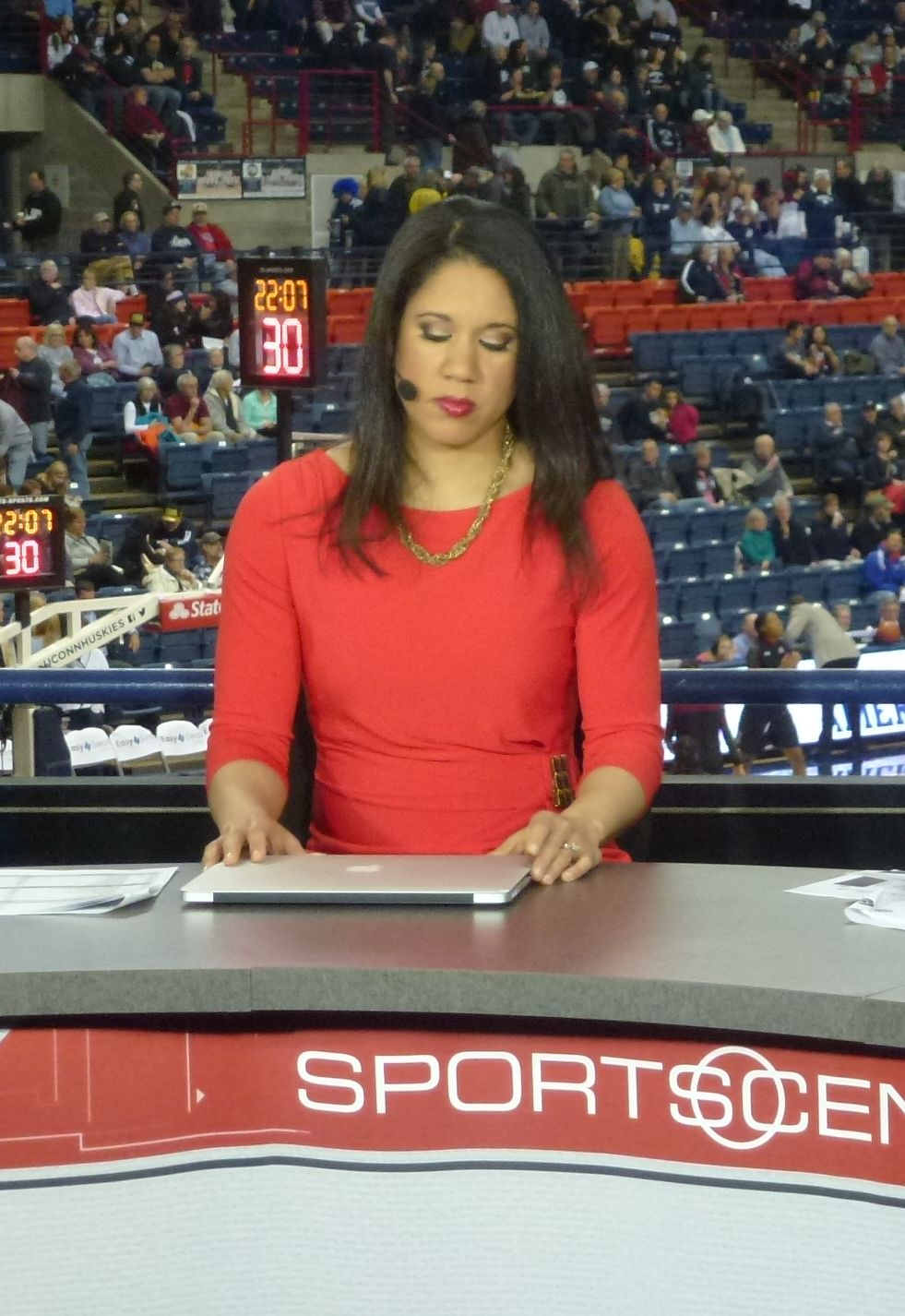
Кара Лоусон, 5-й номер драфта

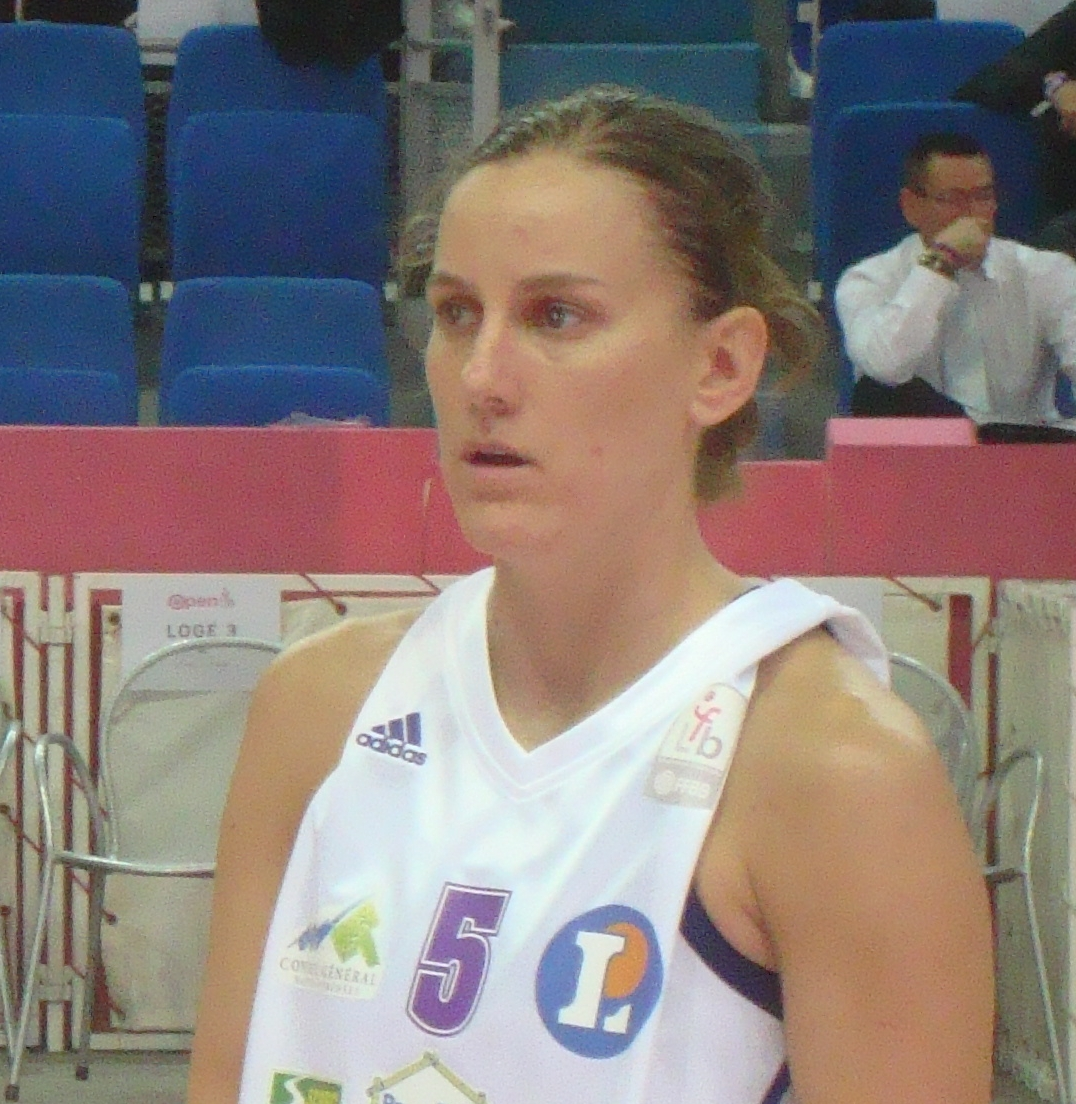
Эрин Торн, 17-й номер драфта

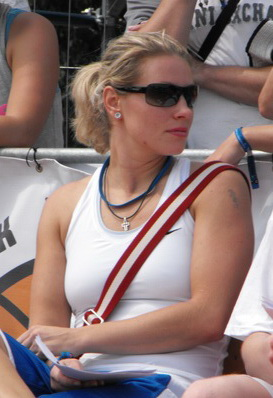
Зузана Зиркова, 21-й номер драфта

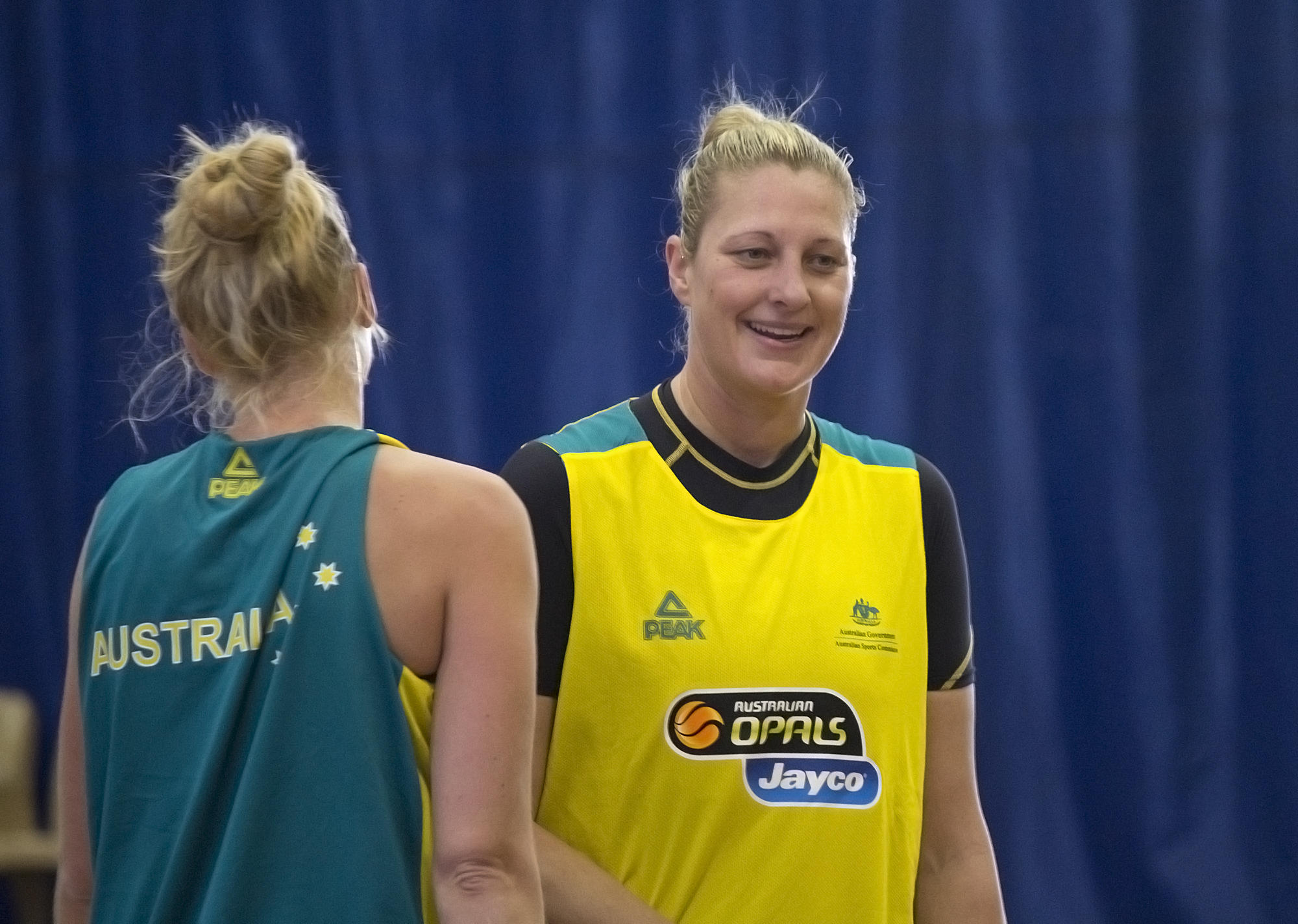
Сьюзи Баткович, 22-й номер драфта

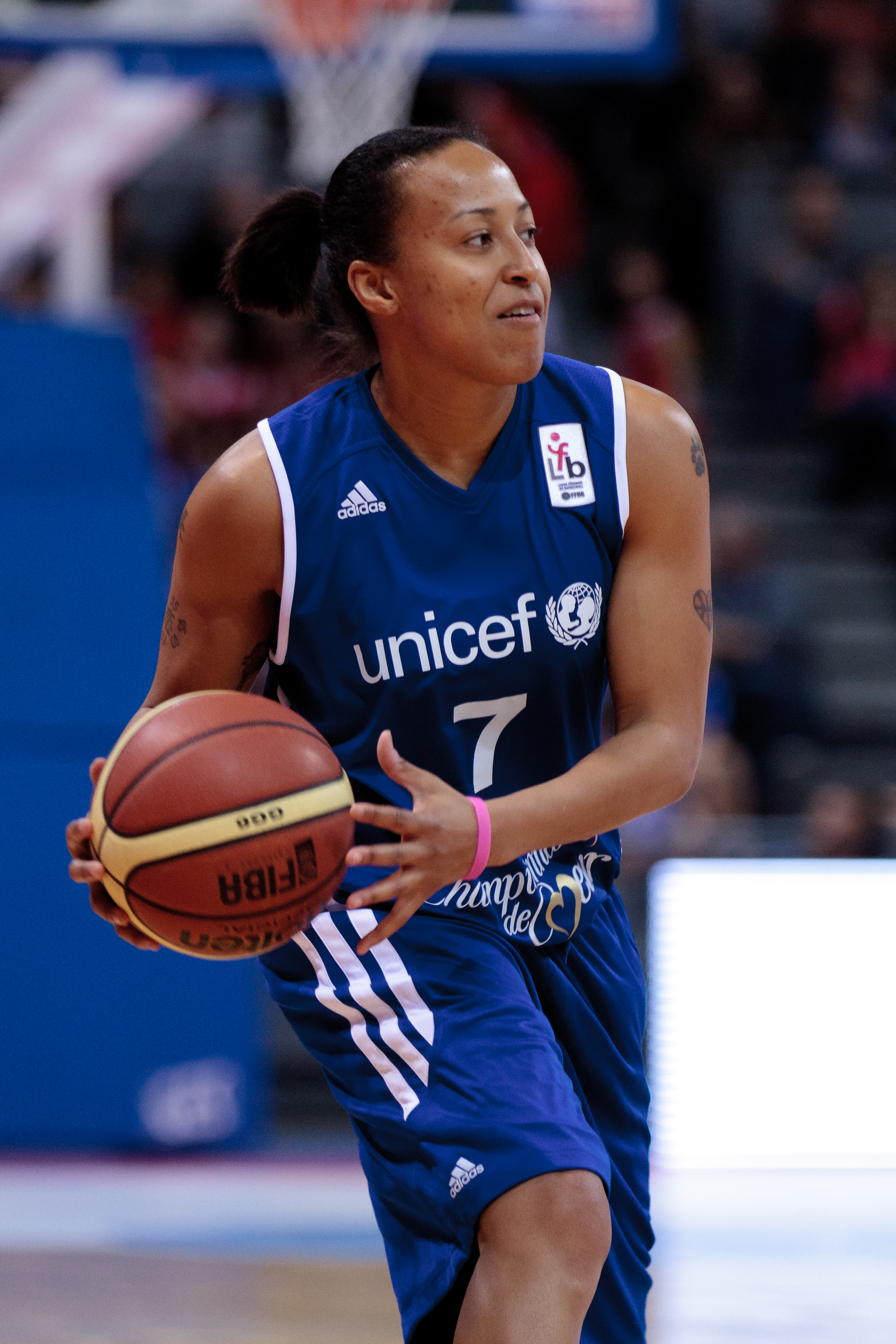
Кей Би Шарп, 26-й номер драфта

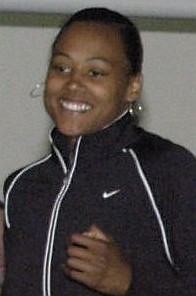
Марион Джонс, 33-й номер драфта

| Выбор | Игрок            | Позиция             | Гражданство      | Команда драфта           | Университет/ Бывшая команда                |
| ----- | ---------------- | ------------------- | ---------------- | ------------------------ | ------------------------------------------ |
| 1     | Латойя Томас     | Форвард             | США              | Кливленд Рокерс          | Университет штата Миссисипи                |
| 2     | Шантель Андерсон | Центровая           | Ливан            | Сакраменто Монархс       | Университет Вандербильта                   |
| 3     | Шерил Форд       | Форвард / Центровая | США              | Детройт Шок              | Технологический университет Луизианы       |
| 4     | Пленетт Пирсон   | Форвард / Центровая | США              | Финикс Меркури           | Технологический университет Техаса         |
| 5     | Кара Лоусон      | Защитник            | США              | Детройт Шок              | Университет Теннесси                       |
| 6     | Гвен Джексон     | Форвард             | США              | Индиана Фивер            | Университет Теннесси                       |
| 7     | Аиша Смит        | Центровая           | США              | Вашингтон Мистикс        | Университет штата Луизиана                 |
| 8     | Чон Сон Мин      | Центровая           | Республика Корея | Сиэтл Шторм              | Кванджу Синсегай Кулкэтс (ЖКБЛ)            |
| 9     | Жоселин Пенн     | Форвард             | США              | Шарлотт Стинг            | Университет Южной Каролины                 |
| 10    | Молли Кример     | Защитник            | США              | Нью-Йорк Либерти         | Университет Бакнелла                       |
| 11    | Коретта Браун    | Защитник            | США              | Сан-Антонио Силвер Старз | Университет Северной Каролины в Чапел-Хилл |
| 12    | Эллисон Кёртин   | Защитник            | США              | Хьюстон Кометс           | Университет Талсы                          |

### Второй раунд
| Выбор | Игрок            | Позиция             | Гражданство     | Команда драфта           | Университет/ Бывшая команда           |
| ----- | ---------------- | ------------------- | --------------- | ------------------------ | ------------------------------------- |
| 13    | Кортни Коулман   | Форвард             | США             | Коннектикут Сан          | Университет штата Огайо               |
| 14    | Тереза Эдвардс   | Защитник            | США             | Миннесота Линкс          | Университет Джорджии                  |
| 15    | Дженнифер Батлер | Центровая           | США             | Кливленд Рокерс          | Массачусетский университет в Амхерсте |
| 16    | Петра Уйхейи     | Форвард / Центровая | Венгрия / · США | Финикс Меркури           | Университет Южной Каролины            |
| 17    | Эрин Торн        | Защитник            | США             | Нью-Йорк Либерти         | Университет Бригама Янга              |
| 18    | Джордан Адамс    | Центровая           | Канада          | Миннесота Линкс          | Университет Нью-Мексико               |
| 19    | Лори Неро        | Форвард / Центровая | США             | Хьюстон Кометс           | Луисвиллский университет              |
| 20    | Детрина Уайт     | Форвард             | США             | Индиана Фивер            | Университет штата Луизиана            |
| 21    | Зузана Зиркова   | Защитник            | Словакия        | Вашингтон Мистикс        | Гамбринус СИКА Брно                   |
| 22    | Сьюзи Баткович   | Центровая           | Австралия       | Сиэтл Шторм              | USV Олимпик                           |
| 23    | Дана Черри       | Защитник            | США             | Шарлотт Стинг            | Арканзасский университет              |
| 24    | Соня Мэллори     | Центровая           | США             | Нью-Йорк Либерти         | Технологический институт Джорджии     |
| 25    | Ке-Ке Тарди      | Форвард             | США             | Сан-Антонио Силвер Старз | Университет штата Луизиана            |
| 26    | Кей Би Шарп      | Защитник            | США             | Нью-Йорк Либерти         | Университет Цинциннати                |
| 27    | Шайе Ларю        | Форвард             | США             | Лос-Анджелес Спаркс      | Виргинский университет                |

### Третий раунд
| Выбор | Игрок              | Позиция   | Гражданство | Команда драфта           | Университет/ Бывшая команда                  |
| ----- | ------------------ | --------- | ----------- | ------------------------ | -------------------------------------------- |
| 28    | Сайрита Бромфилд   | Форвард   | США         | Детройт Шок              | Университет штата Мичиган                    |
| 29    | Карла Беннетт      | Центровая | США         | Миннесота Линкс          | Университет Дрейка                           |
| 30    | Шаквала Уильямс    | Защитник  | США         | Кливленд Рокерс          | Орегонский университет                       |
| 31    | Телиша Куорлс      | Защитник  | США         | Финикс Меркури           | Виргинский университет                       |
| 32    | Триш Джалайн       | Защитник  | США         | Вашингтон Мистикс        | Университет Вилланова                        |
| 33    | Марион Джонс       | Защитник  | США         | Финикс Меркури           | Университет Северной Каролины в Чапел-Хилл   |
| 34    | Линдсей Уилсон     | Защитник  | США         | Коннектикут Сан          | Университет штата Айова                      |
| 35    | Эшли Макэлхини     | Защитник  | США         | Индиана Фивер            | Университет Вандербильта                     |
| 36    | Тамара Боуи        | Форвард   | США         | Вашингтон Мистикс        | Государственный университет Болла            |
| 37    | Крисси Флойд       | Защитник  | США         | Сиэтл Шторм              | Университет Клемсона                         |
| 38    | Констанс Джинкс    | Защитник  | США         | Хьюстон Кометс           | Невадский университет в Лас-Вегасе           |
| 39    | Николь Качмарски   | Защитник  | США         | Нью-Йорк Либерти         | Калифорнийский университет в Лос-Анджелесе   |
| 40    | Брук Армистед      | Защитник  | США         | Сан-Антонио Силвер Старз | Государственный университет имени Остина Пия |
| 41    | Оксана Рахматулина | Защитник  | Россия      | Хьюстон Кометс           | ВБМ-СГАУ (Самара)                            |
| 42    | Мэри Джо Нун       | Центровая | США         | Лос-Анджелес Спаркс      | Университет Пердью                           |

## Комментарии
1. ↑  Шерил Форд выиграла чемпионский титул с «Детройт Шок» в своём первом же сезоне в ВНБА.